# Altica longicollis
Altica longicollis es una especie de coleóptero de la familia Chrysomelidae.
Fue descrita científicamente por primera vez en 1860 por Allard.